# Barátlak
Barátlak (1899-ig Rohozsnyik, szlovákul: Rohožník) község Szlovákiában, az Eperjesi kerület Homonnai járásában.

## Fekvése
Homonnától 28 km-re északnyugatra, az Ondava és az Olyka-patak között található.

## Története
A 18. század végén Vályi András így ír róla: „ROHOSNIK. Orosz falu Zemplén Várm. földes Ura Dezsőfy Uraság, lakosai ó hitüek, fekszik n. k. Felső Szitnitzéhez 1, d. Kosarótzhoz 2, n. ny. Piskarótzhoz 1, é. Pritulyánhoz fél óránnyira; egyéb tulajdonságai hasonlók Pristulyánéhoz.”
Fényes Elek 1851-ben kiadott geográfiai szótárában így ír a faluról: „Rohosnyik, orosz falu, Zemplén vgyében, Jankócz fil. 112 g. k., 7 zsidó lak. 174 hold szántófölddel. F. u. Dessewffy. Ut. p. Orlich.”
Borovszky Samu monográfiasorozatának Zemplén vármegyét tárgyaló része szerint: „Barátlak, azelőtt Rohozsnyik. Tót kisközség, melynek csak 13 háza és 66 gör.-kath. lakosa van. A XVI. század elején a kir. kamara birtoka, azután Perényi Gáboré, míglen 1569-ben Pethő János kap rá kir. adományt. Az 1598-iki összeírás alkalmával Pethő István, Gáspár és Ferencz az urai. Még 1698-ban is a sztropkói uradalom tartozéka. 1773-ban Dessewffy Tamás, utána a Jekelfalussy és a gróf Schönborn család bírja. Ma nincs nagyobb birtokosa. Templom sincs a faluban, melynek postája Sztropkón, távírója Kelcsén és vasúti állomása Homonnán van.”
Magyar neve onnan való, hogy egykor kolostora volt. 1920 előtt Zemplén vármegye Sztropkói járásához tartozott.

## Népessége
| Év:            | 1994. | 2004.    | 2014.    | 2024.    |
| -------------- | ----- | -------- | -------- | -------- |
| Emberek száma: | 59    | 31       | 27       | 37       |
| Eltérés:       |       | -47,45 % | -12,90 % | +37,03 % |

| Év:            | 2023. | 2024. |
| -------------- | ----- | ----- |
| Emberek száma: | 37    | 37    |
| Eltérés:       |       | +0 %  |

1910-ben 93, túlnyomórészt ruszin lakosa volt.
2001-ben 47 lakosából 44 szlovák volt.
2011-ben 39 lakosából 27 szlovák és 11 ruszin.